# Josué Gómez
Josué Aarón Gómez (Canatlán, Durango, México; 24 de agosto de 1994) es un futbolista mexicano. Juega de delantero y su equipo actual es el Union Omaha de la USL League One.

## Clubes
| Club                               | País           | Año           |
| ---------------------------------- | -------------- | ------------- |
| UACJ                               | México         | 2014-2015     |
| Potros UAEM                        | México         | 2015-2016     |
| FC Juárez                          | México         | 2016-2021     |
| El Paso Locomotive FC (A préstamo) | Estados Unidos | 2019-2021     |
| El Paso Locomotive FC              | Estados Unidos | 2022-2023     |
| Union Omaha                        | Estados Unidos | 2024-presente |